# Ketoi
Ketoi (russisch Кетой; jap. 計吐夷島, Ketoi-tō) ist eine unbewohnte Vulkaninsel im zentralen Bereich der Kurilen, etwa 19 Kilometer nordwestlich der Insel Simuschir gelegen. Die Insel gehört administrativ zur russischen Oblast Sachalin. Die Insel ist annähernd rund mit einem Durchmesser von etwa 12 Kilometer sowie einer Fläche von 73 km².
Der Nordosten Ketois ist der Rand einer im Pleistozän entstandenen Caldera mit einem Durchmesser von 5 Kilometern. Höchster Punkt der Insel mit 1172 Meter über dem Meer ist ein Schichtvulkan im Nordwesten, der von einer Horst-Graben-Struktur durchschnitten wird. Die Inselmitte wird von einem 1,5 Kilometer durchmessenden Explosionskrater eingenommen, in dem sich ein Süßwassersee gebildet hat.
Alle Ausbrüche in historischer Zeit nahmen ihren Ausgang vom 990 Meter hohen Pallas Peak, einem aus Andesit aufgebauten Kegel, in dessen 550 Meter durchmessenden Krater ein türkisfarbener See liegt. Ein fünf Kilometer langer Lavastrom des Pallas Peak erreichte die Küste im Südosten der Insel. Ausbrüche sind aus den Jahren 1843 bis 1846, 1924 und 1960 bekannt. 1981 wurden sehr aktive Fumarolen beobachtet.